# Лейкслип

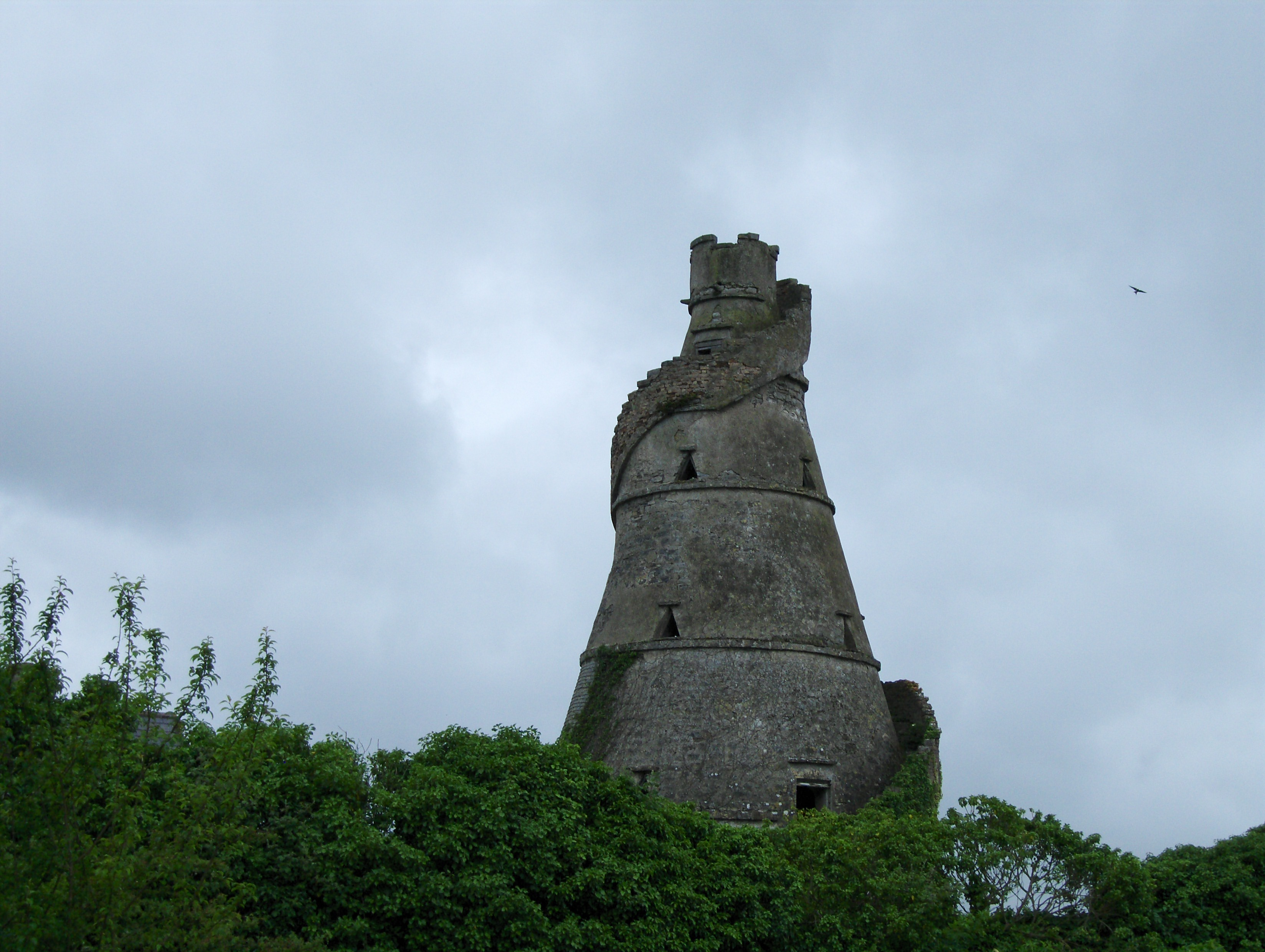
«Удивительный амбар»

Лейкслип (Лишлип; англ. Leixlip ['lıkslıp]; ирл. Léim an Bhradáin (Лемь-ан-Врадань), букв. «прыжок лосося») — (малый) город в Ирландии, находится в графстве Килдэр (провинция Ленстер), на слиянии рек Лиффи и Рай-Уотер.
Здесь в 1755 году находилась первая пивоварня Артура Гиннесса.
Впервые история поселения была опубликована в 2005 году.
В Лейкслипе есть две железнодорожные станции, одна из которых была открыта 1 сентября 1848 года, а вторая — 2 июля 1990 года.

## Демография
Население — 14 676 человек (по переписи 2006 года). В 2002 году население составляло 15 016.
Данные переписи 2006 года:
| Общие демографические показатели |               |                               |                               |      |      |
| Всё население                    | Всё население | Изменения населения 2002—2006 | Изменения населения 2002—2006 | 2006 | 2006 |
| 2002                             | 2006          | чел.                          | %                             | муж. | жен. |
| 15 016                           | 14 676        | −340                          | −2,3                          | 7468 | 7208 |

В нижеприводимых таблицах сумма всех ответов (столбец «сумма»), как правило, меньше общего населения населённого пункта (столбец «2006»).
| Религия (Тема 2 — 5 : Число людей по религиям, 2006) |             |                |             |            |        |        |
| Католики, чел.                                       | Католики, % | Другая религия | Без религии | не указано | сумма  | 2006   |
| 12 850                                               | 87,6        | 1030           | 661         | 135        | 14 676 | 14 676 |

| Этно-расовый состав (Этничность. Тема 2 — 3 : Постоянное население по этническому или культурному происхождению, 2006) |            |              |       |        |        |            |        |        |
| Белые ирландцы | Лухт-шулта | Другие белые | Негры | Азиаты | Другие | Не указано | сумма  | 2006   |
| 12 791 | 15         | 918          | 265   | 182    | 187    | 127        | 14 485 | 14 676 |
| Доля от всех отвечавших на вопрос, %                                                                                   |            |              |       |        |        |            |        |        |
| 88,3 | 0,1        | 6,3          | 1,8   | 1,3    | 1,3    | 0,9        | 100    | 98,71  |

1 — доля отвечавших на вопрос о языке от всего населения.
| Владение ирландским языком (Тема 3 — 1 : Число людей от 3 лет и старше по способности говорить по-ирландски, 2006) |      |            |        |        |
| Владеете ли Вы ирландским языком?                                                                                  |      |            |        |        |
| Да | Нет  | Не указано | сумма  | 2006   |
| 6567 | 7306 | 183        | 14 056 | 14 676 |
| Доля от всех отвечавших на вопрос о языке, %                                                                       |      |            |        |        |
| 46,7 | 52,0 | 1,3        | 100    | 95,81  |

1 — доля отвечавших на вопрос о языке от всего населения.
| Использование ирландского языка (Тема 3 — 2 : Говорящие по-ирландски от 3 лет и старше по частоте использования ирландского языка, 2006) |                                                            |                                               |                                               |                                               |                                               |                                               |       |                                     |        |
| Как часто и где Вы говорите по-ирландски?                                                                                                |                                                            |                                               |                                               |                                               |                                               |                                               |       |                                     |        |
| ежедневно, только в образовательных учреждениях                                                                                          | ежедневно, как в образовательных учреждениях, так и вне их | в других местах (вне образовательной системы) | в других местах (вне образовательной системы) | в других местах (вне образовательной системы) | в других местах (вне образовательной системы) | в других местах (вне образовательной системы) | сумма | всего, отвечавших на вопрос о языке | 2006   |
| ежедневно, только в образовательных учреждениях                                                                                          | ежедневно, как в образовательных учреждениях, так и вне их | ежедневно                                     | каждую неделю                                 | реже                                          | никогда                                       | не указано                                    | сумма | всего, отвечавших на вопрос о языке | 2006   |
| 1671 | 261                                                        | 214                                           | 395                                           | 2345                                          | 1615                                          | 66                                            | 6567  | 14 056                              | 14 676 |
| Доля от всех отвечавших на вопрос о языке, %                                                                                             |                                                            |                                               |                                               |                                               |                                               |                                               |       |                                     |        |
| 11,9 | 1,9                                                        | 1,5                                           | 2,8                                           | 16,7                                          | 11,5                                          | 0,5                                           | 46,7  | 100                                 |        |

| Типы частных жилищ (Тема 6 — 1(a) : Число частных домовладений по типу размещения, 2006) |          |         |                 |            |       |        |
| Отдельный дом                                                                            | Квартира | Комната | Переносные дома | не указано | сумма | 2006   |
| 4311                                                                                     | 136      | 5       | 2               | 55         | 4509  | 14 676 |

## Известные уроженцы
- Бирн, Эмма (род. 1979) — футболистка, вратарь и рекордсмен по числу игр сборной Ирландии.

## Города-побратимы
- Брессюир, Франция
- Найлс[англ.], Иллинойс, США[10].